# Chiaro di luna (dolce)
La torta Chiaro di Luna è un dolce friabile a base di mandorle, confettura di albicocche e uvetta, tipico della città di Paullo.
La torta è nata nei gli anni sessanta, quando un musicista dell'epoca Alberto Testa tradusse una canzone francese "Clair de lune a Maubeuge", riadattandola grazie alle analogie geografiche e climatiche dei due paesi.
Avendo riscosso un discreto successo, l'allora sindaco decise di commissionare un dolce per ricordare il lancio di questo 45 giri. Venne così incaricato il pasticciere del paese Ettore Pahor, che inventò questa torta.